# 내 남편과 결혼해줘
《내 남편과 결혼해줘》는 2024년 1월 1일부터 2월 20일까지 방영된 tvN 월화 드라마이다.

## 제작진

### 제작사
- DK E&M: KBS 2TV 일일 드라마 《여자의 비밀》, KBS 2TV 주말 드라마 《하나뿐인 내편》, KBS 2TV 일일 드라마 《태풍의 신부》 제작
- 극본: 신유담(tvN 월화 드라마 《낮과 밤》, SBS 주말 특별 기획 드라마 《고호의 별이 빛나는 밤에》, 웹 드라마 《고품격 짝사랑》 집필
- 연출
  - 박원국(tvN 월화 드라마 《조선 정신과 의사 유세풍》, tvN 수목 드라마 《조선 정신과 의사 유세풍 2》, MBC 월화 드라마 《특별근로감독관 조장풍》 연출)
  - 한진선

## 등장 인물

### 주요 인물
- 박민영: 강지원(31세) 역(아역: 김아현) - U&K푸드 마케팅 1팀 대리. 은호&예지&수민의 고등학교 동창. 지혁의 아내.
- 나인우: 유지혁(30세) 역(아역: 강예찬) - U&K푸드 마케팅 총괄부장. 지원의 조력자. 희연의 오빠. 한일의 손자. 지원의 남편.
- 이이경: 박민환(33세) 역 - U&K푸드 마케팅 1팀 대리. 지원의 전 남편, 수민의 남편. 아내 수민으로 인해 사망.
- 송하윤: 정수민(31세) 역(아역: 임서현) - U&K푸드 마케팅 1팀 여왕
- 이기광: 백은호(31세) 역(2회~16회)

### 회사 사람들
- 공민정: 양주란(37세) 역 - U&K푸드 마케팅 1팀 대리. 부모님의 사랑을 듬뿍 받고 큰 순한 사람, 재원의 전 아내. 연지의 어머니.
- 최규리: 유희연(25세) 역(아역: 이은서) - U&K푸드 마케팅 1팀 사원. 지혁의 이복여동생, 한일의 손녀. 지원의 직장 동료.지원의 시누이. 지혁의 부친이 재혼하였다. 그러니 지혁의 새엄마가 낳은 딸.
- 김중희: 김경욱(39세) 역 - U&K푸드 마케팅 1팀 과장
- 하도권: 이석준(41세) 역 - U&K그룹 전략기획실장

#### 기타 직원들
- 정재성: 왕흥인 역
- 미상: 서진수 역
- 노상호: 김무준 역
- 미상: 김유정 역
- 정재혁: 김태형 역
- 미상: 안형태 역
- 미상: 김가영 역
- 미상: 김보람 역
- 미상: 김준혁 역
- 미상: 이가람 역
- 미상: 정다혜 역
- 미상: 이승연 역
- 미상: 이충연 역
- 미상: 서진수 역
- 미상: 이종효 역[1]

### 가족들
- 문성근: 유한일(77세) 역 - 지혁과 희연의 할아버지. U&K그룹 회장.
- 정경순: 김자옥(55세) 역 - 민환의 어머니. 지원의 전 시어머니. 죽은 현모의 사돈. 수민의 시어머니.
- 정석용: 강현모(50세) 역(1회, 특별출연) - 지원의 아버지. 화물차 기사, 민환의 장인. 자옥의 사돈.

#### 기타 가족들
- 김병순: 박철중 역
- 미상: 이명자 역[2]
- 이정은: 배희숙 역 - 지원의 친모.(12회)
- 문정대: 정만식 역

### 주변 인물
- 권보아: 오유라 역(11회~16회) - 클라우드 항공사 부사장. 지혁의 전 약혼녀. 해외로 도피하다가 교통사고로 사망.
- 조진세: 조동석(29세) 역 - 치킨집 '날 튀겨봐요' 사장. 한국대 동아리 '체육볶음'에서 만난 지혁의 가족같은 동생.
- 문수영: 김신우(29세) 역 - 치킨집 '날 튀겨봐요' 공동창업. 지혁의 '체육볶음' 후배이자 동석의 치킨집 동업자.
- 배그린[3]: 하예지(31세) 역 - 지원, 수민, 은호의 고등학교 동창. 드세지만 단순해서 속기도 잘 속는다. 정수민에게 넘어가 고등학교 3년 내내 강지원을 괴롭힌 장본인이지만 모든 사실을 알게 되고 어떻게든 자신의 만행을 갚아주려고 노력한다.
- 장재호: 이재원(35세) 역[4] - 백수. 주란의 전 남편이자 연지의 아빠, 큰 갈빗집을 하고 있는 주란 부모의 재력을 보고 주란과 결혼했다. 부인보다 어린 나이와 반반한 외모만 믿고 게임이나 하며 놀고 먹고 있다. 가장의 체면을 지키기 위해 집안일과 딸 연지의 육아의 90%를 주란에게 미루는 중. 불륜으로 주란과 이혼한다.

### 기타 인물
- 오은서: 이연지 역 - 재원, 주란의 딸.
- 이다연, 정새롬: 최윤희, 이세나 역[5]
- 박건주[6]: 김태성 역
- 미상: 오강철 역
- 권혁현: 오유라의 비서 역
- 미상: 김진성 역
- 미상: 최윤희 역
- 김병춘, 김선혜[7]: 양동팔, 서연숙 역
- 서민성, 송경화[8]: 잣 알레르기 피해자 부부 역
- 강상준[9]: 유상종 역
- 주혁[10]: 이사 온 트레이너 역
- 이수현: 이유진 역
- 미상: 조은영 역
- 미상: 정여진 역
- 미상: 강태경 역
- 이주미: 4874 재소자 역 - 수민과 같은 교도소의 다른 방 수감자.

### 특별 출연
- 최광일: 택시 기사 역
- 강호동: 왕흥인 상무의 휴대폰 속 프로그램 진행자로 등장.(6회)

## 시청률
최저 시청률과 최고 시청률은 시청률 조사회사와 지역별로 시청률에 차이가 있을 수 있습니다.
| 2024년 | 2024년       | 2024년         | 2024년       | 2024년 |
| 회차   | 방송일       | 닐슨 시청률    | 닐슨 시청률  |        |
| 회차   | 방송일       | 대한민국(전국) | 수도권(서울) |        |
| ------ | ------------ | -------------- | ------------ | ------ |
| 제1회  | 2024. 1. 1.  | 5.211%         | 5.608%       |        |
| 제2회  | 2024. 1. 2.  | 5.891%         | 6.246%       |        |
| 제3회  | 2024. 1. 8.  | 6.420%         | 7.079%       |        |
| 제4회  | 2024. 1. 9.  | 7.595%         | 7.861%       |        |
| 제5회  | 2024 1. 15.  | 7.372%         | 8.019%       |        |
| 제6회  | 2024. 1. 16. | 7.773%         | 8.329%       |        |
| 제7회  | 2024. 1. 22. | 9.359%         | 10.369%      |        |
| 제8회  | 2024. 1. 23. | 8.642%         | 9.171%       |        |
| 제9회  | 2024. 1. 29. | 9.844%         | 11.117%      |        |
| 제10회 | 2024. 1. 30. | 10.714%        | 11.765%      |        |
| 제11회 | 2024. 2. 5.  | 11.776%        | 13.036%      |        |
| 제12회 | 2024. 2. 6.  | 10.518%        | 11.324%      |        |
| 제13회 | 2024. 2. 12. | 10.820%        | 12.050%      |        |
| 제14회 | 2024. 2. 13. | 11.050%        | 11.617%      |        |
| 제15회 | 2024. 2. 19. | 11.081%        | 12.178%      |        |
| 제16회 | 2024. 2. 20. | 11.951%        | 12.485%      |        |

## 수상 목록
- 2024년 아시아 아티스트 어워즈 배우 부문 베스트 아티스트상 (박민영)
- 2024년 아시아 아티스트 어워즈 대상 올해의 여우주연상 (박민영)
- 2024년 제10회 에이판 스타 어워즈 중편드라마 부문 남자 우수연기상 (이이경)

## 같이 보기
- 대한민국의 텔레비전 드라마 목록 (ㄴ)
- 2024년 대한민국의 텔레비전 드라마 목록
- 《사랑방 선수와 어머니》: 2007년 하반기에 개봉된 대한민국 영화이다.

## 편성 변경 사유
- 2024년 1월 15일: 2023 AFC 아시안컵 조별리그 E조 1차전 대한민국 VS 바레인 중계방송으로 인한 편성 변경.(밤 10시 50분)
- 2024년 2월 6일: 2023 AFC 아시안컵 4강전 대한민국 VS 요르단 중계방송으로 인한 편성 변경.(밤 8시 40분)